# Арутюнян, Георгий Вагаршакович
Гео́ргий Вагарша́кович Арутюня́н (укр. Георгій Вагаршакович Арутюнян; арм. Գեորգի Վաղարշակի Հարությունյան; 4 июля 1960, Батуми, Грузинская ССР, СССР — 20 февраля 2014, Киев, Украина) — украинский активист Евромайдана и партии «Свобода» армянского происхождения. Убит 20 февраля 2014 года выстрелом снайпера у Монумента Независимости в Киеве. Один из героев так называемой Небесной сотни. Герой Украины (2014, посмертно).

## Биография
Родился 4 июля 1960 года в Батуми. Армянин по происхождению. Являлся гражданином Грузии. Последние годы жизни проживал на Украине, в городе Ровно, где получил вид на постоянное место жительство. Стал гражданином Украины. У Арутюняна было две дочери от первого брака Регина (1991 г.р.) и Калапси (1994 г.р.).
В 2009 году женился во второй раз, брак был зарегистрирован в Ровенском ЗАГСе, спустя год повенчался со своей супругой в Батуми. От второго брака — дочь Ашхен (2010 г.р.), которую он удочерил. В 2012 году умерла его жена в возрасте 42 лет. Планировал уехать в Грузию, после того как установит памятник покойной жене.
Живя в Ровно, являлся активистом областной организации партии «Свобода». Погиб 20 февраля 2014 года.
Панихиду отслужили священники украинской церкви и настоятель Армянского кафедрального Собора во Львове отец Тадеос Геворгян. В тот же день, в армянских храмах Украины совершены заупокойные панихиды по погибшим.

## Награды
- Звание Герой Украины с удостаиванием ордена «Золотая Звезда» (21 ноября 2014 года, посмертно) — за гражданское мужество, патриотизм, героическое отстаивание конституционных принципов демократии, прав и свобод человека, самоотверженное служение Украинскому народу, проявленные во время Революции достоинства[9].
- Медаль «За жертвенность и любовь к Украине» (УПЦ КП, июнь 2015 года) (посмертно)[10].
- Почётный гражданин города Ровно с вручением почётного знака «За заслуги перед городом» I степени (3 июня 2014 года, посмертно)[11].